# خريف امرأة (فلم)
خريف امرأة هو فيلم مصري من إنتاج عام 1959، بطولة صلاح ذو الفقار ومديحة يسري وعماد حمدي، ومن إخراج حلمي رفلة.

## بطولة
- صلاح ذو الفقار
- مديحة يسري
- عماد حمدي